# Unionville (Carolina del Nord)
Unionville è una città degli Stati Uniti d'America situata nella Carolina del Nord, nella Contea di Union.